# Volker ter Haseborg
Volker ter Haseborg ist ein deutscher Journalist, der für seine Artikel mehrfach mit publizistischen Preisen ausgezeichnet wurde. Er ist Sonderkorrespondent der Wirtschaftswoche und Mitverfasser eines Buches über den Wirecard-Skandal.

## Berufliche Laufbahn
Volker ter Haseborg ist ein Absolvent der Deutschen Journalistenschule in München. Von 2006 bis 2010 arbeitete er bei der Abendzeitung in München. Anschließend war Volker ter Haseborg als Chefreporter für das Hamburger Abendblatt und als Chefreporter beim Wirtschaftsmagazin Bilanz tätig. Zurzeit ist er Sonderkorrespondent im Ressort „Blickpunkte“ der Wirtschaftswoche in Düsseldorf mit dem Schwerpunkt Unternehmen und Märkte. Zusammen mit der Journalistin Melanie Bergermann veröffentlichte Volker ter Haseborg 2020 ein Buch über die Geschichte von Wirecard, 2022 über Frank Thelen.

## Auszeichnungen (Auswahl)
- 2010: Deutscher Reporterpreis
- 2011: Otto-Brenner-Preis
- 2012: Medienpreis des Deutschen Bundestages
- 2015: Erich-Klabunde-Preis[2]
- 2020: Deutscher Journalistenpreis[3]

## Buchveröffentlichung
- Melanie Bergermann, Volker ter Haseborg: Die Wirecard-Story. Die Geschichte einer Milliarden-Lüge. Finanzbuch, München 2020, ISBN 978-3-95972-415-9.
- Volker ter Haseborg (Autor), Beat Balzli (Herausgeber), Frank Thelen – Mein Leben, Meine Firma, Meine Strategie; GABAL Verlag, Offenbach 2022, ISBN 978-3-96739-094-0.